# Termidoro (romanzo)
Termidoro è un romanzo dello scrittore italiano Franco Ricciardiello, ambientato a Parigi durante il trecentesimo anniversario della presa della Bastiglia (2089). A capitoli alterni, parte nel futuro e parte nel passato, mette in scena un progetto per ritrovare i resti mortali di Maximilien Robespierre nelle fosse comuni dei cimiteri parigini, e il colpo di stato che nel mese di termidoro dell'anno II della Repubblica provocò la caduta e l'esecuzione di Robespierre stesso.

## Trama
(Andrea Vaccaro)
Fine 2088, le aspettative di vita sono enormemente allungate, in Europa le classi più anziane detengono saldamente le leve del potere. Parigi si prepara per celebrare il trecentesimo anniversario della presa della Bastiglia. La multinazionale Dàxuéshì Xīhăi, principale partner commerciale della Sorbona, vuole produrre per l'anniversario della Rivoluzione un lungo reality show nel quale i vincitori di un concorso si troveranno a interagire virtualmente nei luoghi e nel tempo della rivoluzione: la presa della Bastiglia, l'Assemblea costituente, eccetera. Questo è possibile grazie alle possibilità offerte dalla scienza e dalla tecnologia di viaggiare attraverso il tessuto spaziotemporale per inviare nel passato minuscole telecamere in grado di restituire un flusso quantistico di informazioni: immagini tridimensionali, suoni, odori.
Il filosofo Renoir, docente universitario, è l'ispiratore della Gioventù Dorata, un gruppo di dissidenti che organizza nelle catacombe di Parigi concerti musicali e cerimonie segrete. Renoir pretende una maggiore responsabilità di governo per i più giovani; per mettere i bastoni tra le ruote al potere, progetta un film-verità alternativo al reality ufficiale su uno dei momenti cruciali della rivoluzione: la caduta di Robespierre e la fine della dittatura montagnarda. Incaricato delle riprese è il protagonista del romanzo, Massenzio Manns, uno studente italiano che frequenta il corso di Cinematografia alla Sorbona. Renoir riesce a assicurarsi la sua collaborazione come operatore grazie all'influenza di Aïcha, studentessa della sua stessa età e attivista animalista. Ma Renoir ha anche un ambizioso progetto parallelo: riportare alla luce, dalle catacombe dove sono stati gettati, i resti mortali di Maximilien Robespierre per dare loro sepoltura, in modo da fare pubblicità al progetto di film-verità. Alla fine i suoi complotti si riveleranno probabilmente solo un modo per sostituire una classe dirigente con un'altra.
La seconda trama parallela a capitoli alterni presenta gli avvenimenti filmati da Massenzio con la telecamera quantistica, su incarico di Renoir.
Durante gli ultimi giorni di luglio 1794, il Termidoro del calendario repubblicano, i rapporti di potere all'interno del gruppo dirigente rivoluzionario si sono logorati. Robespierre, Saint-Just e Couthon sono ai ferri corti con una parte del Comitato di salute pubblica e con gli ex-Terroristi della Convenzione, che temono di essere messi sotto accusa per gli eccessi nella repressione. I loro nemici si coalizzano e votano a sorpresa la destituzione e l'arresto dei robespierristi, ma la reazione popolare riesce a liberarli. I capi montagnardi sono irresoluti, i termidoriani riescono a trascinare la guardia nazionale a occupare il Municipio e farli prigionieri. I seguaci di Robespierre vengono giustiziati in massa. Sarà la fine del momento più radicale della Rivoluzione, l'¿avvio della restaurazione della borghesia termidoriana.

## Critica
(Andrea Vaccaro)
Per Giulia Abbate, Termidoro è un romanzo appassionante e documentatissimo: la parte storica è incredibilmente densa di dettagli e fatti storici accertati, e allo stesso tempo ha un ritmo serrato, come se il lettore si trovasse per le strade di Parigi, a ricevere notizie appena diffuse.
(Franco Ricciardiello )

## Edizioni
- Termidoro, Odissea Fantascienza, Delos Digital, 2016, ISBN 978-88-6530-911-7.